# Битва при Вальтеці
Битва при Вальтеці, яка відбулася 12 травня 1821 р. між грецькими революціонерами та османською армією.

## Передумови
25 березня 1821 року спалахнула війна за незалежність Греції. Місто Триполі в Аркадії, центральний Пелопоннес, стало головною метою грецької революційної армії.
Войовничі маніоти, які були знавцями мистецтва бою, клефти, які жили в горах, а також арматолої, яких століттями наймала місцева турецька влада, спочатку охороняти гірські перевали, а згодом для загального дотримання законності та правопорядку, змогли створити злагоджену силу.
Спочатку невеликі грецькі сили збиралися в цьому районі із сусідніх сіл. Вони оголосили Колокотроніса Архістратігосом своїм головним командиром.
Він створив збройні табори поблизу сіл Левіді, Піана, Хрисовіці, Вервена і Вальтеці, які тепер стали штабом для підготовки облоги османської твердині.

## Битва
24 квітня 1821 року османські війська Тріполиці напали на греків у Вальтеці, і змусили їх утікати. 1 травня сили мусульман були підкріплені чотирма сотнями албанців під керівництвом Кайї Мустафи Бея, кехаябея Хурсіда Пачі, який прибув з Арголісу.
24 травня 1821 року об'єднані турецькі та албанські війська в кількості 5000 чоловік під командуванням Кайї Мустафи Бея знищили грецькі позиції у Вальтеці. Її основна частина під керівництвом Рубі-бея була направлена безпосередньо для нападу на грецький табір, який захищали 2300 революціонерів.
Оборонна стратегія для зміцнення 4 вежі будинку в районі слідуючи за pyrgospitia Maniot схеми: Kyriakoulis Mavromichalis, як польовий командир захищав першу вежу з 120 людей. За другу вежу відповідав Іліас Мавроміхаліс — 250 чоловік. Третьою вежею командував Іоанніс Мавромічаліс із 350 чоловіками, а в останній — Митропетров з 80 чоловіками.

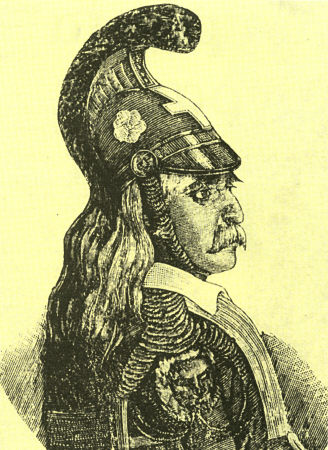
Теодо́рос Колокотро́ніс

Рубі-бей наказав штурмувати це місце. Невелика сила мала рухатися позаду самого села, щоб відрізати очікуване відступ греків на гірські стежки. Рубі-бей вимагав від повстанців здати зброю, але, коли йому відмовили, розпочав повний штурм. Їм вдалося захопити деякі позиції, включаючи водопостачання, але жорстокий опір змусив їх вимагати підкріплення Кайї Мустафи.
Тим часом прибуло ще 700 греків під керівництвом Теодороса Колокотроніса, які атакували османців на їх флангах, послаблюючи їх оперативну силу. Знову інший контингент під командуванням Димитріоса Плапутаса зробив важливий вступ у битву і підтримав виснажених повстанців.
Греки зберегли свої позиції, оскільки османська кіннота не змогла штурмувати скелясті схили. Усі напади Туреччини та Албанії були відбиті, і нарешті Рубі-бей наказав відступити. Греки відмовились від оборонних позицій під укріпленими позиціями та жорстоко контратакували, повністю розбивши ворожі рубежі.
Під час відступу туркалбанців капітан Кіріакуліс, за народною традицією Маніо, кричав:
Якщо ви не знайдете цього місця, нічого не знайдете, не знайдете цього, щоб побачити".
"Куди ти йдеш, рогоносець бей, і ти, албанський пес? Це не села ні Коринф, ні дівчата Аргів. Це місце називається Трикорфа, це місце називається Вальтеці ".
Греки досягли рішучої перемоги. .
Бій тривав майже 24 години. Втрати для османської армії були несподівано великими: 600 загиблих порівняно з 150 загиблими повстанцями.

## Наслідки
Битва при Вальтеці стала першою вирішальною перемогою Греції у боротьбі за свободу і мала такі наслідки:
- Це доводило, що організована повстанська сила може протистояти османській військовій машині та перемогти її.
- Це зміцнило моральний дух і впевненість у собі греків, що спонукало їх продовжувати своє завдання звільнити свою батьківщину.
- Він довів, що справжній османський контроль у центральному Пелопоннесі залишався в стінах Тріполіса.[7]

Теодороса Колокотроніса, сказав своїм співвітчизникам: Ми повинні зробити подяку за день, коли наша Батьківщина досягла своєї свободи .